# 熱力学的極限
熱力学的極限（ねつりきがくてききょくげん）は、統計力学において、粒子数 N と体積 V の比を一定に保ったまま、粒子数 N の極限を取ることである。熱力学的極限は、粒子密度を固定したまま系の体積の極限を取ることに相当し、以下の式で表わされる。
{\displaystyle N\to \infty ,\,V\to \infty ,\,{\frac {N}{V}}={\text{constant}}}
熱力学的極限において、巨視的現象を扱う熱力学が適用可能になる。すなわち、系が大きければ熱ゆらぎは無視でき、圧力やエネルギーといった全ての状態量は温度や密度などの状態変数の関数になる。例えば、十分大きな体積をもつ気体において、内部エネルギーのゆらぎは無視できるし、内部エネルギーの平均値は圧力と温度から求めることができる。
もっとも、熱力学的極限において全ての熱的なゆらぎが無くなるわけではない。系のマクロな変数のみ、無視できるようになるのである。以下に示すような物理量のゆらぎは、熱力学的極限においても観測可能である。
- 気体分子が光を散乱する際の、ミクロな空間的ゆらぎ（レイリー散乱）
- 十分観測可能なサイズの粒子の運動（ブラウン運動）
- 電磁場のゆらぎ（黒体輻射やジョンソン-ナイキスト雑音）

数学的には漸近解析を用いて解析される。

## 熱力学的極限を取る理由
熱力学的極限は、本質的に確率論における中心極限定理の帰結である。 N 個の気体分子の内部エネルギーは N 個オーダーの項の和であり、それらはほとんど独立な変数であると考えられる。したがって、中心極限定理により、平均値とゆらぎの大きさの比は 1/N1/2 になる。したがって、アボガドロ数個程度のマクロな系に置いては、ゆらぎは無視できるほど小さく、熱力学が適用できる。一般に、ほぼすべてのマクロな大きさの系は、気体・液体・固体のいかなる場合でも熱力学的極限として扱える。
小さな系においては、統計分布（ミクロカノニカル分布、カノニカル分布、グランドカノニカル分布など）のうち異なったものを用いると、振る舞いが異なることがある。例えば、カノニカル分布では系の粒子数は固定されているが、グランドカノニカル分布においては粒子数は変数である。熱力学的極限においては、この差は重要では無くなる。
マクロな示量変数が加法性を示すのも、熱力学的極限の特徴である。一例を挙げれば、2つの系を合体させたとき、エントロピーはそれぞれの系のエントロピーの和になる（エネルギーや体積においても同様）。一部の統計力学的モデルでは、熱力学的極限は存在するものの境界条件に依存することがある。例えば6頂点模型ではこのような現象が生じるが、これはバルクの自由エネルギーが周期的境界条件と非周期的境界条件で異なるためである。

## 熱力学的極限を取ることができない場合
あらゆる系に熱力学的極限が存在するわけではない。一般に、体積を増加させると、粒子密度が一定のまま粒子数が増加するような系では熱力学的極限を取ることができる。しかし、次にあげるような系では、このようなアプローチでは熱力学的極限を取ることはできない。
- 粒子が引力ポテンシャルを持っており、（ファンデルワールス力のようなポテンシャルとは異なり）極めて粒子間距離が小さいときでも反発力が働かないような場合。このような系では、粒子は空間に広がることなく凝集する。重力ポテンシャルによる系はこの場合に合致し、フィラメントや超銀河団、銀河、星団、星などを形成する。
- 電荷密度の平均がゼロではない系。このような系では周期的境界条件を取ることができない。これは、電荷に起因する電束が存在することと、周期的境界条件が矛盾するからである。他方、箱型の境界条件では粒子は空間的におおよそ均等に広がることはなく、境界にだけ存在するようになる。
- ボース-アインシュタイン凝縮や超伝導、超流動といった絶対零度付近で生じるある種の量子現象には、異常性がある[要出典]。
- H-安定ではない場合。このような系をCatastrolicと呼ぶ。